# أوسكار سالا (ملحن)
أوسكار سالا (بالألمانية: Oskar Sala)‏ هو ملحن ألماني، ولد في 18 يوليو 1910 في غرايتس في ألمانيا، وتوفي في 26 فبراير 2002 في برلين في ألمانيا.

## وصلات خارجية
- أوسكار سالا على موقع IMDb (الإنجليزية)
- أوسكار سالا على موقع ميوزك برينز (الإنجليزية)
- أوسكار سالا على موقع أول موفي (الإنجليزية)
- أوسكار سالا على موقع قاعدة بيانات الأفلام السويدية (السويدية)
- أوسكار سالا على موقع ديسكوغز (الإنجليزية)
- أوسكار سالا على موقع قاعدة بيانات الفيلم (الإنجليزية)